# Гай Ветий Косиний Руфин
Вижте пояснителната страница за други личности с името Ветий Руфин.
Гай Ветий Косиний Руфин (на латински: Gaius Vettius Cossinius Rufinus) е политик и сенатор на Римската империя през началото на 4 век.
През 306 г. той е проконсул на провинция Ахея. Император Максенций го прави
curator за улица Виа Фламиниа, curator на Тибър и клоаките на град Рим (cloache della città di Roma), corrector (управител) на Венеция и Истрия, на Тусция и Умбрия и на Кампания. Става comes на император Константин I Велики. През 315 г. е praefectus urbi.
През 316 г. Руфин е консул заедно с Антоний Цециний Сабин.